# Алоїз (спадкоємний принц Ліхтенштейну)
Алоїз (нім. Alois, повне ім'я Алоїз Філіп Марія фон унд цу Ліхтенштейн (нім. Alois Philipp Maria von und zu Liechtenstein), нар. 11 червня 1968) — спадкоємний принц (Erbprinz) Ліхтенштейну, граф Рітберг. Син князя Ганса-Адама II. З 15 серпня 2004 року виконує обов'язки щодо повсякденного управління державою, будучи принцом-регентом.

## Біографія
Спадкоємний принц Алоїз народився 11 червня 1968 року в Цюриху. Він — старший син князя Ганса-Адама II і княгині Марії. При народженні отримав ім'я Алоїз Філіп Марія, на згадку про свого прадіда, принца Алоїза Ліхтенштейна (батька князя Франца Йосипа II).
Дитинство принц Алоїз провів у родовому замку Вадуц у родинному колі. Навчався у початковій школі Ебенгольц у Вадуці та гімназії Ліхтенштейну. Закінчивши школу в 1987 (диплом типу В, з ухилом в історію літератури), вступив до Королівської Військової академії в Сандгерсті (Велика Британія).
Після закінчення академії здобув звання другого лейтенанта і проходив службу протягом шести місяців у Гонконгу та Лондоні. У жовтні 1988 року принц Алоїз вступив на юридичне відділення Університету Зальцбурга. Закінчив навчання навесні 1993 року з дипломом магістра.
З вересня 1993 по травень 1996 року принц Алоїз працював в аудиторській компанії в Лондоні, після чого повернувся до Вадуца, де займався управлінням різними частинами сімейної власності.

## Спадкоємець престолу
Як спадкоємця княжого престолу, принца Алоїза, починаючи з раннього дитинства, готували до виконання обов'язків голови держави. Він брав участь у політичних диспутах та консультаціях з представниками уряду та виконував представницькі функції.
15 серпня 1990 року принц Алоїз склав присягу спадкоємця престолу, поклявшись підтримувати і зберігати вірність Конституції Ліхтенштейну.
15 серпня 2004 року правлячий князь Ліхтенштейну, Ганс-Адам II, передав повноваження із повсякденного управління державою спадкоємцю Алоїзу.

## Сім'я
3 липня 1993 року спадкоємний принц Алоїз одружився з Софією, принцесою Баварською. У них четверо дітей:
- князь Йозеф Венцель Максиміліан Марія (нім. Joseph Wenzel Maximilian Maria, нар. 24 травня 1995 року);
- княгиня Марія Кароліна Єлизавета Іммакулата (нім. Marie-Caroline Elisabeth Immaculata, нар. 17 жовтня 1996);
- князь Георг Антон Костянтин Марія (нім. Georg Antonius Constantin Maria, нар. 20 квітня 1999 року);
- князь Ніколаус Себастьян Олександр Марія (нім. Nikolaus Sebastian Alexander Maria, нар. 6 грудня 2000 року).

## Нагороди
- Ланцюг ордену pro Merito Melitensi (Мальтійський орден, 2011);
- Великий Хрест 1 ступеня ордена «За заслуги перед Австрійською Республікою» (Австрія, 2000);
- Пам'ятна медаль до 70-річчя короля Швеції Карла XVI Густава ( Швеція, 30 квітня 2016)